# Appelhoffweiher
Der Appelhoffweiher ist ein Weiher in Hamburg-Steilshoop und Hamburg-Bramfeld. Er dient heute als Rückhaltebecken im Verlauf der Seebek.

## Geschichte
Der Name erinnert an den Apfelhof der Familie Beisser, der sich hier bis in die 1970er-Jahre befand. Vier Grenzbäume der alten Hofwiese sind noch zu sehen. Der Weiher wurde dann später angestaut, im Jahr 1973 wurde mit dem Bau der Staumauer sowie einer Brücke begonnen, nachdem der Beschluss dazu und zum Bau der umliegenden gleichnamigen Parkanlage bereits 1960 gefasst worden war.

## Lage und Abmessungen
Der Weiher ist etwa 2,5 ha groß und etwa zwei Meter tief. Im Weiher befindet sich eine etwa 1500 Quadratmeter große Insel. Sie darf nicht betreten werden.

## Nutzung
Der Weiher sowie der umliegende Park werden als Naherholungsgebiet genutzt. Es gibt eine generationsübergreifende Spiel- und Begegnungsstätte. In einem roten Holzhaus am Weiher finden sich mehrere kleine Jollen (Optimisten), mit denen Kinder und Jugendliche das Segeln lernen und ihren Segelschein machen können.
Seit 2001 ist zudem die Angelfischerei und die Fischhege mit dem Bezirk Wandsbek vertraglich geregelt. Im Gewässer finden sich Arten wie Aale, Flussbarsche, Schleien, Hechte, Karpfen, Weißfische, Güster, Gründlinge und Moderlieschen.